# グリシンデヒドロゲナーゼ (シアニド形成)
グリシンデヒドロゲナーゼ (シアニド形成)(glycine dehydrogenase (cyanide-forming))は、シアノアミノ酸代謝酵素の一つで、次の化学反応を触媒する酸化還元酵素である。
グリシン + 受容体 {\displaystyle \rightleftharpoons } シアン化水素 + CO2 + 還元型受容体
反応式の通り、この酵素の基質はグリシンと受容体、生成物はシアン化水素とCO2と還元型受容体である。
組織名はglycine:acceptor oxidoreductase (hydrogen-cyanide-forming)で、別名にhydrogen cyanide synthase, HCN synthaseがある。